# Ruhrquelle
Koordinaten: 51° 12′ 49,3″ N, 8° 33′ 30″ O

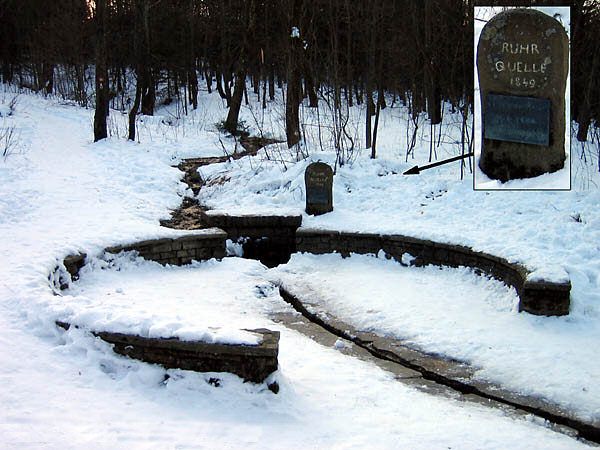
Rondell unterhalb der Ruhrquelle (2005;)

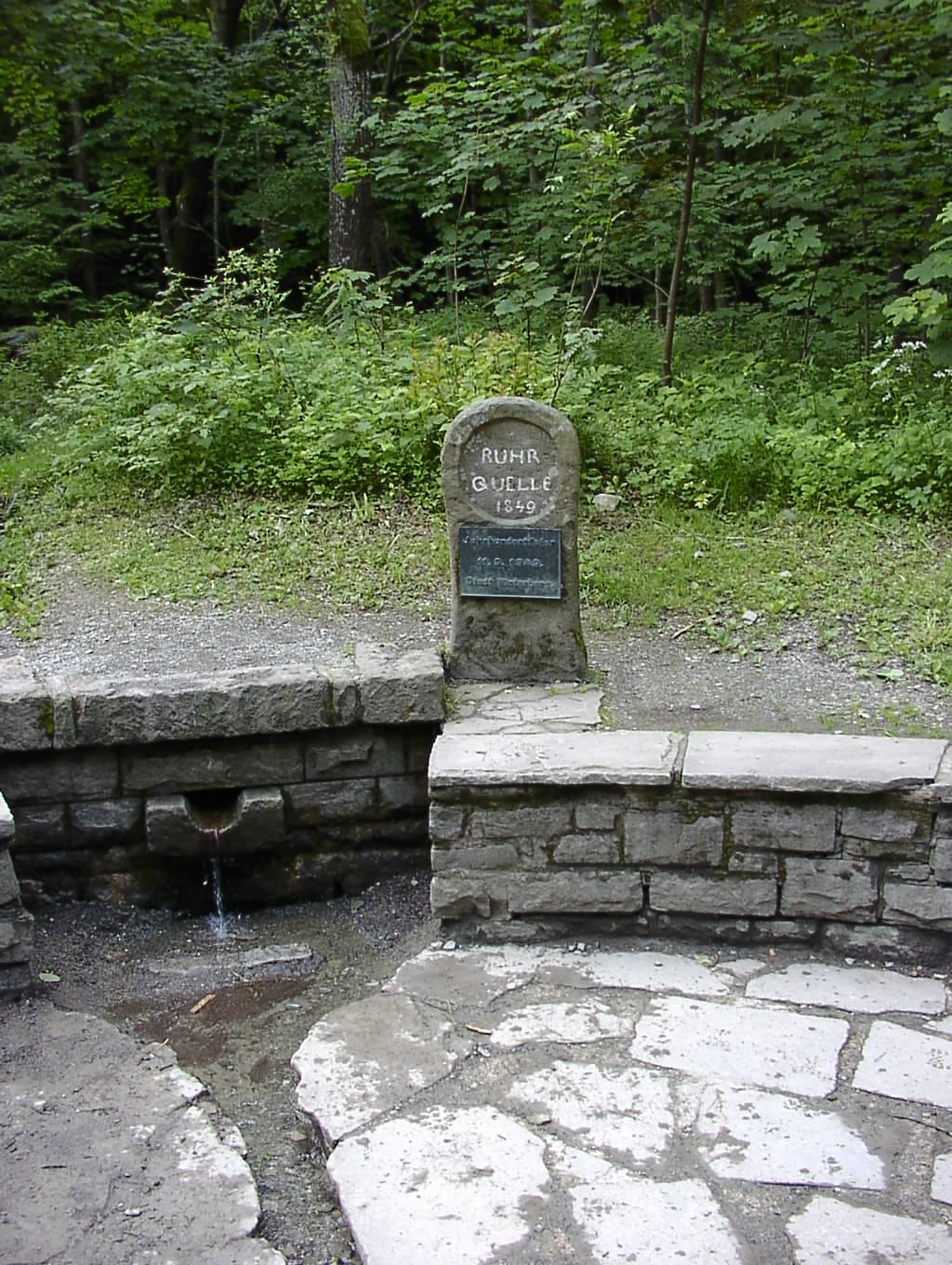
Detail des Rondells mit Gedenkstein (2002)

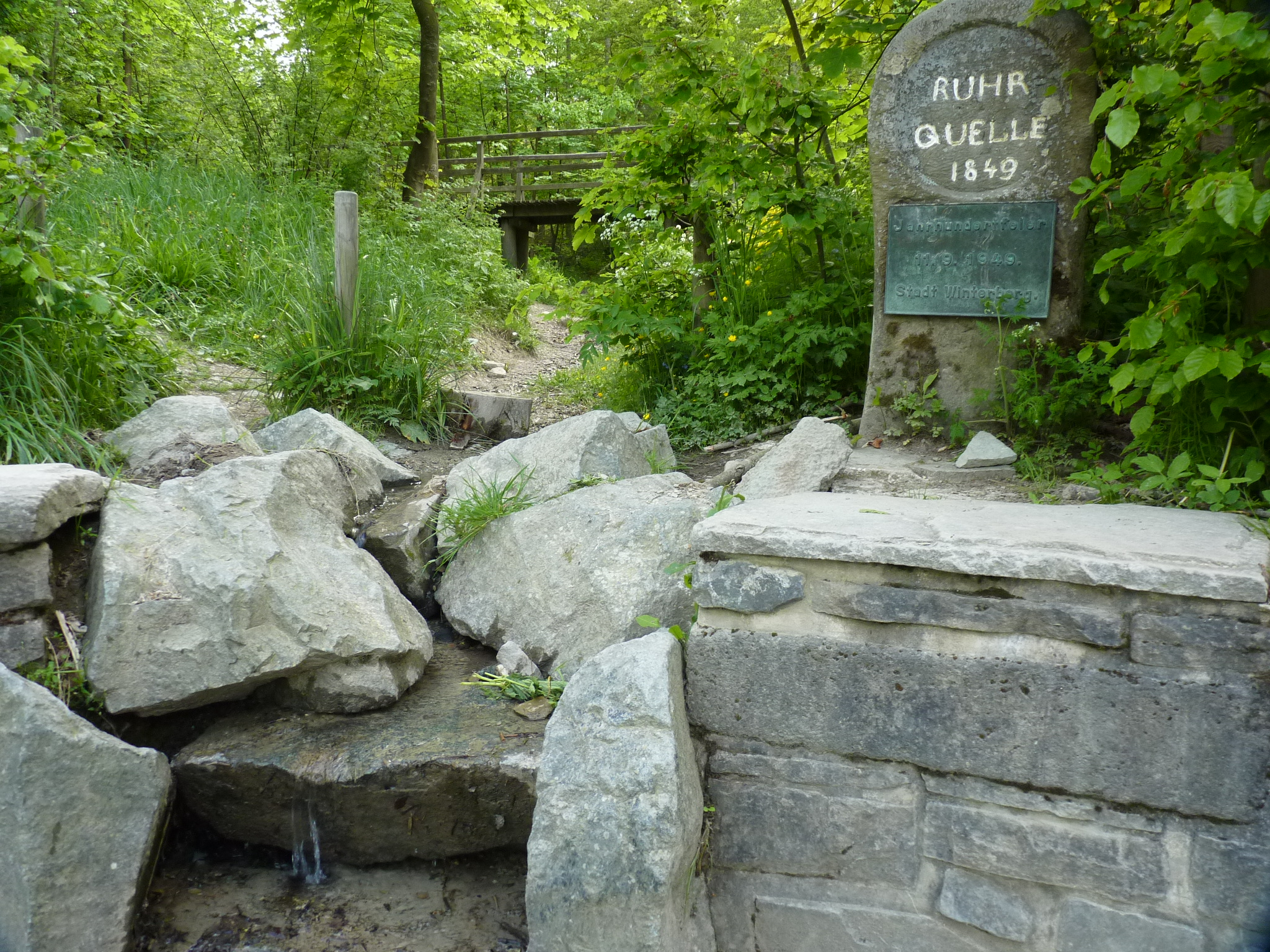
Rondell nahe der Ruhrquelle (2014)

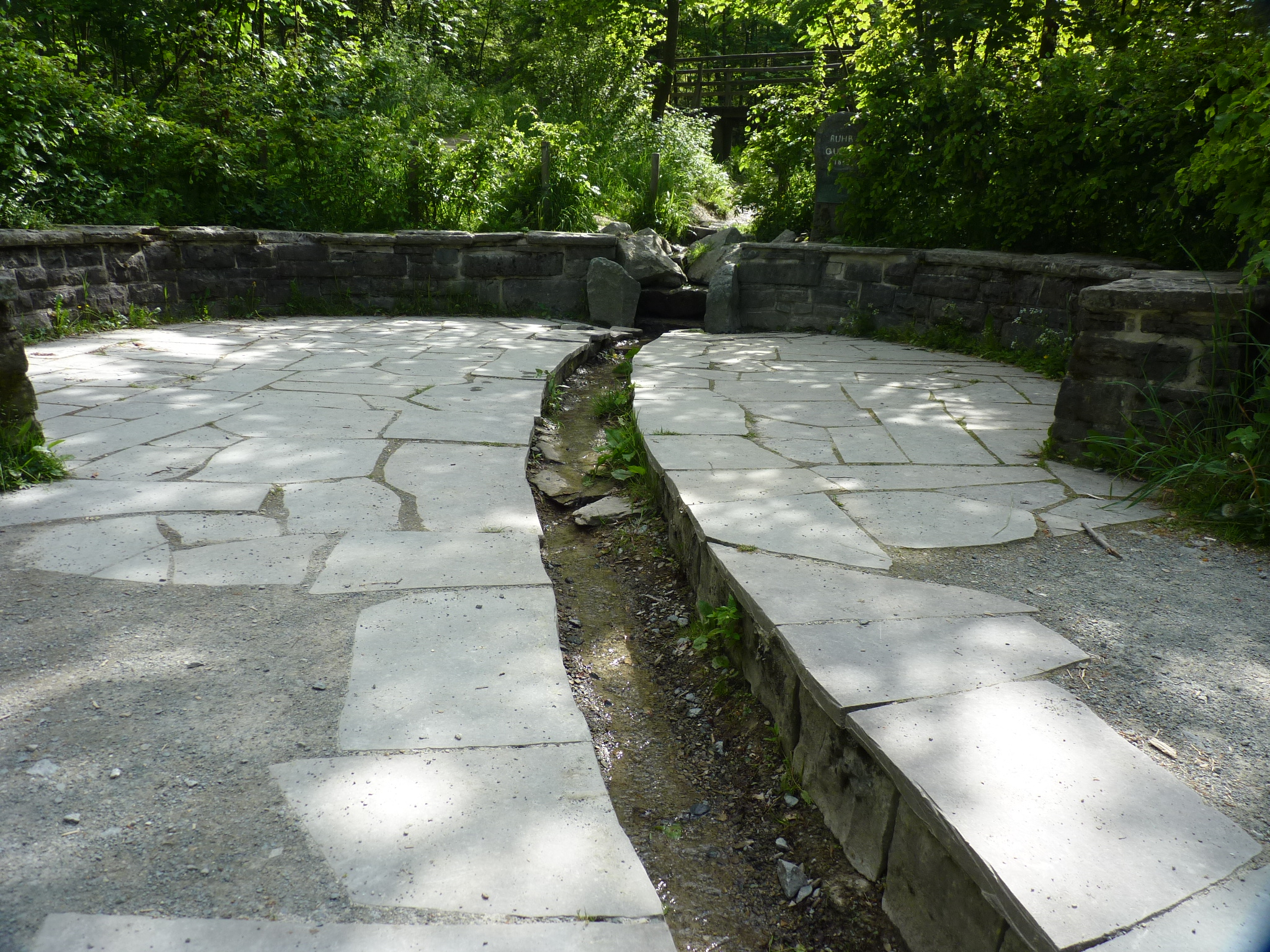
Rondell nahe der Ruhrquelle (2014)

Die Ruhrquelle im Rothaargebirge ist die im Hochsauerlandkreis, Nordrhein-Westfalen, gelegene Quelle der Ruhr, einem 219,3 Kilometer langen rechtsseitigen Nebenfluss des Rheins.

## Geographie

### Lage
Die Ruhrquelle liegt im Nordosten des Rothaargebirges im Hochsauerland. Sie befindet sich im Naturpark Sauerland-Rothaargebirge etwa 3 km nordöstlich der Winterberger Kernstadt auf dem Nordosthang des 695,7 m ü. NHN hohen Ruhrkopfs auf 674 m Höhe. Die der Quelle am nächsten gelegenen Dörfer, die beide zu Winterberg gehören, sind das 1,8 km nördlich liegende Grönebach und das 1,5 km (jeweils Luftlinie) südöstlich befindliche Elkeringhausen.

### Rhein-Weser-Wasserscheide
Südlich oberhalb der Ruhrquelle verläuft über den Ruhrkopf die langgestreckte Rhein-Weser-Wasserscheide: Während die Ruhr in Richtung Westen fließt und schließlich in den Rhein mündet, verläuft das Wasser der nur kurzen Bäche, die am Südosthang des Bergs entspringen, durch die Orke, Eder und Fulda letztlich nordostwärts zur Weser.

### Naturräumliche Zuordnung
Der Ruhrquelle gehört in der naturräumlichen Haupteinheitengruppe Süderbergland (Nr. 33) in der Haupteinheit Rothaargebirge (mit Hochsauerland) (333) und in der Untereinheit Winterberger Hochland (333.5) zum Naturraum Harfeld (Winterberger Hochmulde) (333.56).

## Quellbeschreibung
Die Ruhr entspringt einem kleinen, morastigen Gebiet im Wald, das unter Naturschutz steht.  Etwa 330 m (Luftlinie) nordöstlich des Berggipfels und 7,5 m unterhalb der eigentlichen Ruhrquelle liegt auf 666,5 m Höhe ein steinernes Rondell  (⊙) aus den 1950er Jahren, an dem ein Gedenkstein errichtet wurde. Der Stein erinnert laut Inschrift und Text der unterhalb davon angebrachten Metallplatte sowohl an die erstmalige Errichtung einer Mauer von 1849 (damals noch kein Rondell) als auch an das Hundertjahresjubiläum von 1949. Durch das 1980 restaurierte Rondell wird das Ruhrwasser im Rahmen eines nach oben offenen Kanals geleitet. Die Quelle hat im Durchschnitt eine Schüttung von 2500 Litern pro Stunde (das entspricht etwa 0,7 Litern pro Sekunde). Sie ist eine Hangschuttquelle.
Die Kilometrierung der Ruhr bezieht sich weder auf die eigentliche Ruhrquelle noch auf das vorgenannte Steinrondell, sondern auf die Quelle (⊙) eines etwa 200 m langen Ruhr-Zuflusses. Sie beginnt rund 180 m ostsüdöstlich des Rondells auf 667 m Höhe, wobei als Ruhrlänge 219,3 km angegeben sind.

## Renaturierungsmaßnahmen
In den Jahren 2006/2007 wurden die Ruhrquelle und die ersten Meter ihres Verlaufes umgestaltet. Der kanalisierte Bachlauf erhielt wieder ein naturnah strukturiertes Bachbett, zudem wurden dichte Büsche ausgelichtet, um wieder einen guten Blick auf das kleine Bächlein zu ermöglichen. Für Besucher wurden über dem Boden Stege zum Besuch der Quellregion angelegt. Außerdem wurden die Einfassungsmauern des Rondells saniert, Wege zur natürlichen Entwicklung der Ufervegetation zurückgebaut und neue Wege, ein paar Meter abseits der Ruhr, zur Entlastung derselbigen angelegt.

## Anfahrt und Wandern
Das Rondell an der Ruhrquelle ist über den an der im Westen von der Bundesstraße 480 abzweigenden und in Richtung Osten nach Küstelberg führenden Landesstraße 740 gelegenen Wanderparkplatz Ruhrquelle zu erreichen; dorthin führt ein etwa 200 m langer Fußweg.
Von der Quelle bis zur Mündung in den Rhein bei Duisburg-Ruhrort kann man auf dem Ruhrhöhenweg des Sauerländischen Gebirgsvereins entlang der Ruhr wandern oder auf dem RuhrtalRadweg radfahren; beide Wege starten an der Quelle, an welcher der Abschnitt Küstelberg–Winterberg des Rothaarsteigs vorbeiführt.